# Kosta Aleksić
Kosta Aleksić (Novi Sad, 9 de marzo de 1998) es un futbolista serbio que juega en la demarcación de centrocampista para el Panetolikos de la Superliga de Grecia.

## Selección nacional
Hizo su debut con la selección de fútbol de Serbia en un partido amistoso contra República Dominicana que finalizó con un resultado de empate a cero.

## Clubes
| Club                          | País    | Año       | Partidos | Goles |
| ----------------------------- | ------- | --------- | -------- | ----- |
| FK Bečej                      | Serbia  | 2017-2018 | 44       | 17    |
| FK Čukarički                  | Serbia  | 2018-2019 | 5        | 0     |
| OFK Bečej 1918 (cedido)       | Serbia  | 2019      | 13       | 2     |
| FK Čukarički                  | Serbia  | 2019-2020 | 13       | 0     |
| FK Napredak Kruševac (cedido) | Serbia  | 2020      | 5        | 0     |
| FK Inđija                     | Serbia  | 2020-2021 | 39       | 2     |
| Sevan FC                      | Armenia | 2021      | 6        | 1     |
| Iraklis de Tesalónica         | Grecia  | 2022-2023 | 47       | 23    |
| Panserraikos                  | Grecia  | 2023-2024 | 35       | 9     |
| Iğdır F. K.                   | Turquía | 2024-2025 | 19       | 4     |
| Boluspor (cedido)             | Turquía | 2025      | 21       | 2     |
| Panetolikos                   | Grecia  | 2025-     |          |       |